# Дмитриј Карпов
Дмитриј Васиљевич Карпов (рус. Дмитрий Васильевич Карпов; Караганда, 23. јул 1981) је казахстански атлетичар специјалиста за десетобој и седмобој (на такмичењима у дворани). Освојио је бронзане медаље на Олимпијским играма у Атини 2004, Светском првенству у Паризу 2003 и Светском првенству у Осаки 2007.
Дмитриј Карпов је висок 1,98 м, а тежак 94 кг.

## Лични рекорди
- 100 м — 10,50 Ратинген 24. јун 2006.
- 200 м — 21,65 Алма Ата 26. јул 2003.
- 400 м — 46,81 Атина 23. август 2004.
- 1.500 м - 4:34,49 Ратинген 25. јун 2006.
- 110 м препоне - 13,93 Алма Ата 1. јануар 2002.
- скок увис — 2,12 Париз 26. август 2003.
- скок мотком — 5,00 Осака 1. септембар 2007.
- скок удаљ — 8,05 Алма Ата 23. јун 2002.
- Бацање кугле — 16,47 Гецис 23. јун 2006.
- Бацање диска - 52,80 Минск 31. јул 2004.
- Бацање копља — 60,31 Ратинген 25. јун 2006.
- Десетобој — 8.725 Атина 24. август 2004.

## Важнији резултати
| Година | Такмичење             | Место               | Пласман | Резултат |
| 2002   | Азијске игре          | Пусан, Јужна Кореја | 2.      |          |
| 2003   | Светско првенство     | Париз, Француска    | 3.      | 8374     |
| 2004   | Олипмијске игре 2004. | Атина, Грчка        | 3.      | 8725     |
| 2007   | Светско првенство     | Осака, Јапан        | 3.      | 8586     |